# Casignana
Casignana község (comune) Calabria régiójában, Reggio Calabria megyében.

## Fekvése
A megye keleti részén fekszik, a Jón-tenger partján. Határai: Bianco, Bovalino, Caraffa del Bianco, San Luca és Sant’Agata del Bianco.

## Története
A 16. században alapították. Korabeli épületeinek nagy része az 1783-as calabriai földrengésben elpusztult. A 19. században, amikor a Nápolyi Királyságban felszámolták a feudalizmust Samo része lett. 1946-ban lett önálló község.

## Népessége
A népesség számának alakulása

## Főbb látnivalói
- San Rocco di Montpellier-templom